# Uesugi Tomooki
Uesugi Tomooki est un nom japonais traditionnel ; le nom de famille (ou le nom d'école), Uesugi, précède donc le prénom (ou le nom d'artiste).
Uesugi Tomooki (上杉 朝興, 1488-4 juin 1537) est le seigneur du château d'Edo et ennemi du clan Go-Hōjō qui s'empare du château en 1524. Il est fils d'Uesugi Tomoyoshi, qui est parmi les premiers à s'opposer à l'ascension des Hōjō vers le pouvoir.
En 1524, Tomooki tente de prendre l'initiative de la défense de château d'Edo en emmenant ses troupes au combat à la rencontre de l'armée Hōjō. Cependant, son adversaire contourne ses forces par l'arrière et prend le château avec l'aide de Ōta Suketada, le gardien du château qui trahit les Uesugi au bénéfice des Hōjō. Tomooki prend également part au siège d'Arai en 1518 et à la bataille d'Ozawahara en 1530.
Tomooki fait partie de la branche Ōgigayatsu de la famille Uesugi, et non de la branche Yamanouchi, plus connue et plus puissante, à laquelle appartient Uesugi Kenshin.

## Source de la traduction
- (en) Cet article est partiellement ou en totalité issu de l’article de Wikipédia en anglais intitulé « Uesugi Tomooki » (voir la liste des auteurs).